# Cumnat
Un cumnat este fratele sau sora unuia dintre soți în raport cu celălalt soț (în latină cognatus), iar în România și soții acestora.

## Descriere
În limba română, după gen, unui bărbat i se spune „cumnat”, iar unei femei „cumnată”, indiferent de modul de înrudire. În unele limbi, de exemplu în limba rusă, există termeni separați pentru „fratele soției” (în rusă шурин, pron. șurin) (cumnatul soțului) și „fratele soțului” (în rusă деверь, pron. deveri în 2 silabe) (cumnatul soției), respectiv „sora soției” (în rusă свояченица, pron. svaiacenița) (cumnata soțului) și „sora soțului” (în rusă золовка, pron. zalavca) (cumnata soției).
În unele limbi există termeni diferiți pentru soția cumnatului, respectiv soțul cumnatei. În engleza indiană, aceștia pot fi denumiți co-soră, respectiv co-frate.. În limba rusă există pentru soțul surorii soțului termenul în зять, (pron. ziati într-o silabă) și pentru soțul surorii soției termenul Свояк, (pron. svaiac), respectiv pentru soția fratelui celuilalt soț невестка, (pron. nevestca). De fapt, în limba rusă termenii зять (ginere) și невестка (noră) au mai multe utilizări, sensul general este de sosit în familie prin căsătorie cu o rudă de sânge. În general toți termenii amintiți sunt tot mai puțin folosiți deoarece actual familiile sunt mult mai puțin numeroase și nu se simte nevoia lor.
|                                                          |                                                          |                                                          |                                                          |                                                          |                                                          |  |  |                                          |                                          |                                          |                                          |                                          |                                          |  |  |                                                       |                                                       |                                                       |                                                       |                                                       |                                                       |  |  |                                       |                                       |                                       |                                       |                                       |                                       |  |  |             |             |             |             |             |             |  |  |              |              |              |              |              |              |  |  |                                         |                                         |                                         |                                         |                                         |                                         |  |  |                                                          |                                                          |                                                          |                                                          |                                                          |                                                          |  |  |                                          |                                          |                                          |                                          |                                          |                                          |  |  |                                                        |                                                        |                                                        |                                                        |                                                        |                                                        |  |  |
|                                                          |                                                          |                                                          |                                                          |                                                          |                                                          |  |  |                                          |                                          |                                          |                                          |                                          |                                          |  |  |                                                       |                                                       |                                                       |                                                       |                                                       |                                                       |  |  |                                       |                                       |                                       |                                       |                                       |                                       |  |  |             |             |             |             |             |             |  |  |              |              |              |              |              |              |  |  |                                         |                                         |                                         |                                         |                                         |                                         |  |  |                                                          |                                                          |                                                          |                                                          |                                                          |                                                          |  |  |                                          |                                          |                                          |                                          |                                          |                                          |  |  |                                                        |                                                        |                                                        |                                                        |                                                        |                                                        |  |  |
| Soția fratelui soțului cumnata soției co-soră (невестка) | Soția fratelui soțului cumnata soției co-soră (невестка) | Soția fratelui soțului cumnata soției co-soră (невестка) | Soția fratelui soțului cumnata soției co-soră (невестка) | Soția fratelui soțului cumnata soției co-soră (невестка) | Soția fratelui soțului cumnata soției co-soră (невестка) |  |  | Fratele soțului cumnatul soției (деверь) | Fratele soțului cumnatul soției (деверь) | Fratele soțului cumnatul soției (деверь) | Fratele soțului cumnatul soției (деверь) | Fratele soțului cumnatul soției (деверь) | Fratele soțului cumnatul soției (деверь) |  |  | Soțul surorii soțului cumnatul soției co-frate (зять) | Soțul surorii soțului cumnatul soției co-frate (зять) | Soțul surorii soțului cumnatul soției co-frate (зять) | Soțul surorii soțului cumnatul soției co-frate (зять) | Soțul surorii soțului cumnatul soției co-frate (зять) | Soțul surorii soțului cumnatul soției co-frate (зять) |  |  | Sora soțului cumnata soției (золовка) | Sora soțului cumnata soției (золовка) | Sora soțului cumnata soției (золовка) | Sora soțului cumnata soției (золовка) | Sora soțului cumnata soției (золовка) | Sora soțului cumnata soției (золовка) |  |  | Soțul (муж) | Soțul (муж) | Soțul (муж) | Soțul (муж) | Soțul (муж) | Soțul (муж) |  |  | Soția (жена) | Soția (жена) | Soția (жена) | Soția (жена) | Soția (жена) | Soția (жена) |  |  | Fratele soției cumnatul soțului (шурин) | Fratele soției cumnatul soțului (шурин) | Fratele soției cumnatul soțului (шурин) | Fratele soției cumnatul soțului (шурин) | Fratele soției cumnatul soțului (шурин) | Fratele soției cumnatul soțului (шурин) |  |  | Soția fratelui soției cumnata soțului co-soră (невестка) | Soția fratelui soției cumnata soțului co-soră (невестка) | Soția fratelui soției cumnata soțului co-soră (невестка) | Soția fratelui soției cumnata soțului co-soră (невестка) | Soția fratelui soției cumnata soțului co-soră (невестка) | Soția fratelui soției cumnata soțului co-soră (невестка) |  |  | Sora soției cumnata soțului (свояченица) | Sora soției cumnata soțului (свояченица) | Sora soției cumnata soțului (свояченица) | Sora soției cumnata soțului (свояченица) | Sora soției cumnata soțului (свояченица) | Sora soției cumnata soțului (свояченица) |  |  | Soțul surorii soției cumnatul soțului co-frate (свояк) | Soțul surorii soției cumnatul soțului co-frate (свояк) | Soțul surorii soției cumnatul soțului co-frate (свояк) | Soțul surorii soției cumnatul soțului co-frate (свояк) | Soțul surorii soției cumnatul soțului co-frate (свояк) | Soțul surorii soției cumnatul soțului co-frate (свояк) |  |  |
| Soția fratelui soțului cumnata soției co-soră (невестка) | Soția fratelui soțului cumnata soției co-soră (невестка) | Soția fratelui soțului cumnata soției co-soră (невестка) | Soția fratelui soțului cumnata soției co-soră (невестка) | Soția fratelui soțului cumnata soției co-soră (невестка) | Soția fratelui soțului cumnata soției co-soră (невестка) |  |  | Fratele soțului cumnatul soției (деверь) | Fratele soțului cumnatul soției (деверь) | Fratele soțului cumnatul soției (деверь) | Fratele soțului cumnatul soției (деверь) | Fratele soțului cumnatul soției (деверь) | Fratele soțului cumnatul soției (деверь) |  |  | Soțul surorii soțului cumnatul soției co-frate (зять) | Soțul surorii soțului cumnatul soției co-frate (зять) | Soțul surorii soțului cumnatul soției co-frate (зять) | Soțul surorii soțului cumnatul soției co-frate (зять) | Soțul surorii soțului cumnatul soției co-frate (зять) | Soțul surorii soțului cumnatul soției co-frate (зять) |  |  | Sora soțului cumnata soției (золовка) | Sora soțului cumnata soției (золовка) | Sora soțului cumnata soției (золовка) | Sora soțului cumnata soției (золовка) | Sora soțului cumnata soției (золовка) | Sora soțului cumnata soției (золовка) |  |  | Soțul (муж) | Soțul (муж) | Soțul (муж) | Soțul (муж) | Soțul (муж) | Soțul (муж) |  |  | Soția (жена) | Soția (жена) | Soția (жена) | Soția (жена) | Soția (жена) | Soția (жена) |  |  | Fratele soției cumnatul soțului (шурин) | Fratele soției cumnatul soțului (шурин) | Fratele soției cumnatul soțului (шурин) | Fratele soției cumnatul soțului (шурин) | Fratele soției cumnatul soțului (шурин) | Fratele soției cumnatul soțului (шурин) |  |  | Soția fratelui soției cumnata soțului co-soră (невестка) | Soția fratelui soției cumnata soțului co-soră (невестка) | Soția fratelui soției cumnata soțului co-soră (невестка) | Soția fratelui soției cumnata soțului co-soră (невестка) | Soția fratelui soției cumnata soțului co-soră (невестка) | Soția fratelui soției cumnata soțului co-soră (невестка) |  |  | Sora soției cumnata soțului (свояченица) | Sora soției cumnata soțului (свояченица) | Sora soției cumnata soțului (свояченица) | Sora soției cumnata soțului (свояченица) | Sora soției cumnata soțului (свояченица) | Sora soției cumnata soțului (свояченица) |  |  | Soțul surorii soției cumnatul soțului co-frate (свояк) | Soțul surorii soției cumnatul soțului co-frate (свояк) | Soțul surorii soției cumnatul soțului co-frate (свояк) | Soțul surorii soției cumnatul soțului co-frate (свояк) | Soțul surorii soției cumnatul soțului co-frate (свояк) | Soțul surorii soției cumnatul soțului co-frate (свояк) |  |  |

O utilizare mai rară într-o „conversație întâmplătoare” a termenului de „cumnat” este în loc de „fratele cumnatului”. De exemplu, fratele lui William, Charles, are un cumnat numit James (James fiind cumnatul lui Charles în calitate de frate al soției lui Charles), James referindu-se la William ca fiind „cumnatul” său.

## Relații
Din punct de vedere al relațiilor de rudenie, în aproape toate legislațiile cumnații sunt numiți afini. Aici se încadrează toate tipurile de relații care nu se bazează pe legături de sânge directe.
Copiii cumnaților sunt numiți nepoți și nepoate, la fel cu copiii fraților și surorilor, specificând dacă este cazul „prin căsătorie” sau „prin adopție” față de „de sânge”.

## În cultură
În legea islamică (Șaria) și legea iudaică (Halaha) relațiile sexuale dintre cumnați sunt interzise ca incestuoase, cu excepția cazului în care soțul nu mai este căsătorit. Dimpotrivă, în iudaism exista obiceiul ibum (yibum), prin care un bărbat avea datoria (dar neobligatorie) de a se căsători cu văduva fără copii a fratelui său decedat, astfel încât ea să aibă descendenți de la el.